# Vũng Liêm (thị trấn)
Vũng Liêm là thị trấn huyện lỵ của huyện Vũng Liêm, tỉnh Vĩnh Long, Việt Nam.

## Địa lý
Thị trấn Vũng Liêm có diện tích 4,72 km², dân số năm 1999 là 6.934 người, mật độ dân số đạt 1.469 người/km².

## Hành chính
Thị trấn Vũng Liêm có 5 khóm, ấp được chia thành 2 khóm: 1, 2 và 3 ấp: Phong Thới, Rạch Trúc, Trung Tín.